# Kangola
Kangola è una municipalità dell'Angola appartenente alla provincia di Uíge. Ha 104.383 abitanti (stima del 2006).
Il capoluogo è Kangola.